# Ариан-Картли
Ариан-Картли (груз. არიან-ქართლი) — по утверждению средневековой грузинской летописи «Обращение Грузии» (груз. მოქცევაჲ ქართლისაჲ) раннее государство грузин из Картли (Иверии, Центральной и Восточной Грузии).
В грузинской летописи «Картлис цховреба» имеется апокрифическое упоминание военной кампании Александра Великого во внутренней Грузии. Александр, как утверждается в летописи, привез с собой некоего Азона (Азо), «царя Ариан-Картли», которому вместе с группой соратников на время своего отсутствия поручил управление городом Мцхета, главным городом Картли. В XI веке грузинский монах Арсен, автор метафизической редакции «Жития святой Нины» и воспитатель царя Грузии Давида IV, комментирует этот отрывок так: «Мы, грузины, потомки пришельцев из Ариан-Картли, мы говорим на их языке, и все цари Картли являются потомками царей их». Этому соответствует и легенда, что роды иверийской знати вели происхождение от спутников Азо.
Отождествление государства, которое средневековые грузинские авторы называли Ариан-Картли, является проблематичным. По-видимому, покорение этого государство предшествовало ближневосточным завоеваниям Александра Великого, но точное его местонахождение, дата основания и личности правителей не могут быть определены с помощью сохранившихся документальных свидетельств. Слово «арианский» («арийский») заимствовано из древнеиндийских языка — санскрита — или из древнеиранского языка (то есть носит индоиранское происхождение) и переводится как «благородный», что позволяет предположить индо-арийское или иранское происхождение населения этой страны. Классические источники указывают, что Ариан-Картли входило в зону влияния персидской империи Ахеменидов. Наиболее значимым источником является Геродот, который в списке ахеменидских провинций располагает протогрузинские племена в сатрапиях с тринадцатой по девятнадцатую. Эти территории частично соответствуют историческому юго-западу Грузии, где ряд грузинских учёных, в частности, Георгий Меликишвили, с наибольшей вероятностью помещают Ариан-Картли.
Раннее грузинское царство Картли/Иверии, которое с очевидностью обозначено в исторических источниках эллинистического периода, по-видимому, имеет связи с Ираном, совпадающие с теми, что известны для Ариан-Картли. Американский историк Кирилл Туманов отождествлял регион с Aranē (греч. ‘Αράνη), упоминаемый Птолемеем (V.6.18) и хеттской Арраной.